# Fruita (Colorado)
Fruita (pronunciat /ˈfruːtə/) és una ciutat situada a l'oest del comtat de Mesa a l'estat nord-americà de Colorado. En el Cens de 2010 tenia 12.646 habitants i una densitat poblacional de 669,1 persones per km².
Fruita és cèlebre per ser el lloc de naixement de Mike, el pollastre sense cap.